# Murvica (Poličnik)
Murvica falu Horvátországban Zára megyében. Közigazgatásilag Poličnikhoz tartozik.

## Fekvése
Zára központjától légvonalban 8 km-re, közúton 9 km-re északkeletre, községközpontjától 6 km-re délnyugatra, Dalmácia északi részén, Ravni kotar közepén fekszik.

## Története
A középkorban területe zárai nemesek és polgárok birtoka volt. Egy időben középkori plébániatemploma után Sveta Sofijának nevezték. A murvica név 1439-ben és 1440-ben bukkan fel az írott forrásokban. Nevét az eperfáról (murva) kapta, amely nagy számban termett a határában. Egykori lakói közül az 1375-ben említett Dražoka Filipović, az 1381-ben említett Dragoslav Damjanov és az 1432-ben említett Dujam neve ismert. A 14. század végétől a Velencei Köztársaság-hoz tartozott. A velencei-török háborúk idején a velenceiek egyik határfaluja volt. A 18. század végén Napóleon megszüntette a Velencei Köztársaságot. 1797 és 1805 között Habsburg uralom alá került, majd az egész Dalmáciával együtt az Első Francia Császárság része lett. 1815-ben a bécsi kongresszus újra Ausztriának adta, amely a Dalmát Királyság részeként Zárából igazgatta 1918-ig. 1857-ben 266, 1910-ben 414 lakosa volt. Ezt követően előbb a Szerb-Horvát-Szlovén Királyság, majd Jugoszlávia része lett. Lakói főként mezőgazdaságból és állattartásból éltek, de sokan dolgoztak a közeli Zárán is. 2011-ben 701 lakosa volt.

## Lakosság
| Lakosság változása | Lakosság változása | Lakosság változása | Lakosság változása | Lakosság változása | Lakosság változása | Lakosság változása | Lakosság változása | Lakosság változása | Lakosság változása | Lakosság változása | Lakosság változása | Lakosság változása | Lakosság változása | Lakosság változása | Lakosság változása |
| ------------------ | ------------------ | ------------------ | ------------------ | ------------------ | ------------------ | ------------------ | ------------------ | ------------------ | ------------------ | ------------------ | ------------------ | ------------------ | ------------------ | ------------------ | ------------------ |
| 1857               | 1869               | 1880               | 1890               | 1900               | 1910               | 1921               | 1931               | 1948               | 1953               | 1961               | 1971               | 1981               | 1991               | 2001               | 2011               |
| 266                | 274                | 306                | 330                | 356                | 414                | 400                | 566                | 714                | 779                | 871                | 909                | 944                | 1.096              | 816                | 701                |

## Nevezetességei
- A Szeplőtelen fogantatás tiszteletére szentelt plébániatemploma 1898-ban épült. Építését akkor határozták el, amikor a temetőben álló régi plébániatemplom 1893-ban egy tűzvészben leégett. Megáldása 1899. január 8-án, felszentelése 1912. november 13-án történt. 1989-ben megújították. 1991 szeptemberében szerb gránáttalálat érte, melynek következtében kigyulladt és egész belseje kiégett. Elpusztult a neogótikus oltár a Szűzanya szobrával, Jézus szíve szobra, Szent Paszkál fogadalmi szobra és két harangja is. A templomot 1998-ban meghosszabbítva építették újjá. A régi faoltár helyett egy szembemiséző kőoltárt kapott, melyet Ivan Prenđa zárai érsek szentelt fel. Kő keresztelőmedencéje a nini óhorvát Višeslav keresztelőmedence mintájára készült. Az oltár mögött fából faragott, intarziás poliptichon látható a Szeplőtelen fogantatás, boldog Alojzije Stepinac, Szent Leopold Mandić, Szent Péter és Szent Pál apostolok alakjával. A Szeplőtelen fogantatás és Szent Paszkál szobrait fából faragták. A homlokzat feletti harangtoronyban két harang található.[2]
- Régi, Sarlós Boldogasszony tiszteletére szentelt plébániatemploma a temetőben áll. Építési ideje nem ismert de köztudott, hogy a 17. század végén romos volt és 1868-ban valamennyire újjáépítették. Története során titulusa háromszor is változott. 1754-ben a Havas Boldogasszony tiszteletére szentelték, majd a 18. század végén bővítették és a Rózsafüzér királynője tiszteletére szentelték fel, végül a 19. században kapta mai titulusát. 1893-ban egy tűzvészben leégett, de nem állították helyre csak újrafedték. Súlyosan megsérült a délszláv háborúban is. Helyreállítása 1994-ben kezdődött és 1995 augusztusában fejeződött be amikor a harangtoronyban elhelyezték a két harangot.[2]